# Utsav Plus
Utsav Plus é um canal de televisão por assinatura indiano, voltado ao público hindu na Europa, o canal pertence à Star India; uma subsidiária integral da The Walt Disney Company India. Foi inaugurado em janeiro de 2021, em substituição ao Star Plus, pois em dezembro de 2020, a Disney anunciou que a marca 'Star' seria substituída por 'Utsav' em 2021.
A programação do canal consiste em soap operas, reality shows, telefilmes e teleséries de comédia e policial, além de conter opção com legendas em inglês. É lider de audiência no Reino Unido, em sua semana de lançamento conseguiu 0,19%, e liderou 0,20% na semana seguinte de sua estreia.